# Availles-Thouarsais
 Availles-Thouarsais  es una población y comuna francesa, en la región de Poitou-Charentes, departamento de Deux-Sèvres, en el distrito de Parthenay y cantón de Airvault.

## Demografía
| 246 | 220 | 224 | 249 | 241 | 223 |
| Para los censos de 1962 a 1999 la población legal corresponde a la población sin duplicidades (Fuente: INSEE [Consultar]) |     |     |     |     |     |